# 韓國的種族主義
韩国的种族主义（韩语：남한의 인종차별；汉字：南韓의 人種差別）包括对种族或族裔持有的负面态度和观点，这些态度和观点彼此相关，由韩国不同的人群和团体持有，并在韩国历史的不同时期通过歧视性法律、做法和行为（包括暴力）表现出来。这一现象已被认为是该国普遍存在的社会问题。韩国缺乏反歧视法律，联合国联合国人权事务委员会在2015年曾建议立法。该法案被报道因“缺乏公众共识”而停滞不前。
自2000年代以来，韩国移民数量的增加引发了种族主义更为公开的表达，同时也引来了对这些表达的批评。报纸经常报道并批评针对移民的歧视行为，例如：支付低于最低工资、拖欠工资、不安全的工作环境、身体虐待或普遍的贬低。
在2017年至2020年的《世界价值观调查》中，1245名韩国受访者中有15.2%表示他们不愿意与不同种族的人做邻居。这个数字与2010年至2014年的《世界价值观调查》相比有了显著下降，当时在1200名韩国受访者中，有34.1%表示不愿与不同种族的人为邻 。在2010-2014年的调查中，还有44.2%的人表示不希望“移民/外国劳工”做邻居；而到了2017-2020年的报告中，这一比例降至22.0%。
根据韩国国家人权委员会2019年对在韩外国居民进行的一项调查，68.4%的受访者表示曾经历种族歧视，其中许多人表示原因是他们的韩语能力（62.3%）、不是韩国人（59.7%），或是他们的种族（44.7%）。
然而，在2023年的一篇新闻报道中，韩国统计厅表示有19.7%的外国居民在韩国遭遇种族歧视，主要原因是他们的国籍（58.0%）和韩语流利程度（27.9%）。
根据联合国消除种族歧视委员会的一份报告，非法移民儿童无法享受许多与韩国本国儿童相同的权利。用于确定难民身份的程序被指出“不是为了保护难民，而是为了将他们拒之门外”。外国劳工只有在获得原雇主许可的情况下才可以更换工作。农业、个体经营、小型企业和家政服务等领域的外国劳工因为工作的临时性而最容易遭受歧视。

## 历史背景
学者们认为，韩国强烈的民族认同感来源于“千年纯正的血统、共同的语言、习俗和历史”这一传统，并在20世纪日本殖民统治期间以及之后得到了进一步加强。日本试图抹去韩国的语言、文化和历史，促使韩国人通过种族中心主义和民族主义来重建并维护他们的主权。
据凯瑟琳·文（Katharine Moon）所说，1997年的亚洲金融危机是影响韩国人对移民和外国人态度的重要事件之一。在这场危机中，国际货币基金组织（IMF）迫使韩国接受纾困贷款，给韩国经济带来了严重影响，导致金融机构关闭，5%的劳动者失业，大多数人的收入也大幅下降。
也有观察指出，由于缺乏反歧视法律，曾发生过非韩国人被夜店、出租车等服务场所拒绝接待的事件，而且这些行为没有受到任何惩罚。

### 对不同种族和群体的态度
公开的种族主义态度更常针对来自较贫困亚洲国家、拉丁美洲和非洲的移民，而对来自西欧或日本人的移民，则常表现为隐性歧视或“微歧视”。对混血儿童、朝鲜族以及脱北者的歧视问题也有相关报道。种族歧视的态度还可能与阶级阶级歧视有关——在韩国的新加坡人通常不会像菲律宾人或其他东南亚国家（如柬埔寨人、越南人、泰国人）那样遭受严重的歧视或负面看法。
一篇2021年的文章提到，一种普遍的解释是韩国社会对白人的偏好，这种倾向可能源自驻韩美军所带来的种族等级观念。
穆斯林群体也在韩国社会中遭遇到种族主义与偏见，这种偏见因其外国或移民背景而变得更加复杂。许多韩国人将穆斯林视为潜在的“恐怖分子”，这种负面观念来自韩国及亚洲其他地区日益严重的伊斯兰恐惧症，以及韩国媒体对穆斯林和伊斯兰的刻板印象。
2006年，出生于韩国、母亲是韩国人、父亲是非裔美国人的美式橄榄球运动员海因斯·沃德（Hines Ward），成为第一位赢得NFL超级碗MVP奖项的韩国出生的美国人。这一成就让他在韩国成为媒体焦点。他首次访问韩国时，引发了韩国社会对“混血儿”接受度的前所未有的关注。他还捐赠了100万美元，成立“海因斯·沃德援助之手基金会”，媒体称其为“帮助像他一样在韩国遭受歧视的混血儿童的基金会”。海因斯·沃德被授予了韩国名誉公民身份。

### 新冠疫情期间
在新冠疫情危机期间，韩国政府最初将居住在韩国的140万外国人排除在救助金发放计划之外，该计划原本向韩国家庭提供最多100万韩元的补助。虽然所有人都可能感染新冠病毒，但只有与韩国人结婚的外国人因为“与韩国有密切联系”才有资格获得补助。在舆论压力之下，政府于当年8月将财政援助扩展至大多数外国人。
2020年新冠疫情期间，韩国学校全面转为线上教学，但移民和难民儿童因缺乏适合他们的线上课程，未能接受到充分的教育。
2021年3月，韩国多个地区要求所有外国人强制接受新冠病毒检测，否则将面临罚款。该政策因涉嫌歧视和种族主义而受到维权人士的批评。

#### 疫苗通行证争议
韩国在新冠疫情期间实施了疫苗通行证制度，限制未接种疫苗者进入高风险场所，如酒吧、餐厅和俱乐部。然而，该制度因歧视性操作受到批评——韩国政府不承认在海外接种疫苗的外国人的记录，除非他们获得了隔离豁免；但对韩国国民则承认其海外接种记录，无论是否有隔离豁免。
时任英国驻韩大使西蒙·史密斯（Simon Smith）在驻韩英国大使馆的官方推特账号上批评称：“如果一名韩国国民提交的海外疫苗接种证明足以注册疫苗通行证，那么外国人提交相同的接种证明也应被接受。”美国驻韩大使馆也公开声明：“美国驻首尔大使馆知晓韩国政府的歧视性政策，该政策阻止美国公民在当地保健所注册在美国接种的疫苗。我们正在向韩国政府高层表达关切，寻求解决。”
2021年12月6日，美国、英国、加拿大、澳大利亚、新西兰、印度和欧盟驻韩大使联合呼吁韩国政府承认外国人海外接种的疫苗。韩国政府于2021年12月9日改变政策，允许非韩国公民登记他们的疫苗接种记录，从而获得疫苗通行证并接种第三针加强针。

## 立法
近年来，韩国通过了一些立法，特别是《外籍劳工就业法》（2004年）和《多文化家庭支援法》（2008年），这些法律在一定程度上改善了移民的处境，更有效地保护了他们的人权和劳动权利。2011年，韩国军方废除了禁止混血男性参军的规定，并修改了入伍誓词，将其中有关“种族纯洁”（民族性）的内容，改为以“国籍”为标准。同样，学校课程中也逐步取消了相关概念。这部分得益于国际社会的压力，尤其是联合国消除种族歧视委员会的关切。该委员会曾表示，韩国持续存在的以民族为中心的思维“可能成为实现对外国人及不同种族和文化人群平等待遇和尊重的障碍”。
截至2021年9月，韩国仍然缺乏一部《反歧视法》，这项法律早在2015年就已被联合国人权委员会推荐。该法案在韩国媒体和政界被多次讨论。由于缺乏此类法律，有报道称，部分人因种族背景在酒吧、俱乐部等娱乐场所被拒绝服务。关于保护免受歧视的法案曾在2007年、2010年和2012年提出，但主要遭到保守的新教群体的反对。2020年，一个小型自由派政党“正义党”再次尝试推动该法案，拟禁止“基于性别、残疾、年龄、语言、出身国籍、性取向、身体条件、学历及其他任何原因”的各种歧视行为。
根据韩国国家人权委员会于2019年对在韩外国居民进行的一项调查，68.4%的受访者表示曾经历种族歧视。很多人表示，他们遭遇歧视的原因包括韩语能力差（62.3%）、不是韩国人（59.7%）或自身种族（44.7%）。

## 教育领域
只有约40%的小学和初中混血学生或国际婚姻子女被同学视为“韩国人”。近50%的学生表示，他们在与非本国籍背景的同学建立关系时感到困难。韩国学生给出的理由包括：同学肤色不同（24.2%）、担心被其他韩国学生孤立（16.8%）、与混血同学做朋友会感到尴尬（15.5%）。
在2009年发表于《学术领导力》期刊的一篇文章中，韩国大学助理教授保罗·贾姆博（Paul Jambor）指出，韩国大学生对外籍教授存在歧视现象，比如直呼其名字、不像对韩国教授那样表示尊重。
而在2007年发表的一篇新闻报道中，也有报道称，外国教授在大学中遭遇了设备不足、办公空间有限等不平等待遇。文章还提到，外籍教授的时薪较低，工作保障也较差。此外，缺乏文化交流也是一个问题：外籍教师常被介绍给其他外国人，而不是本国同事，导致许多国际教师形容他们的岗位为“收入高但前景有限的死胡同”。

## 另请参阅
- 反韩情绪
- 韩国的民族主义
- 韩国的多文化家庭
- 朝鲜的种族主义
- 在韩国的难民

## 延伸阅读
- Schmid, Andre (2002).《帝国之间的韩国》。哥伦比亚大学出版社。ISBN 9780231506304。
- Shin, Gi-Wook (2006).《韩国的民族主义》。加州斯坦福：斯坦福大学出版社。ISBN 9780804754088。检索于2015年4月5日。
- Shin, Gi Wook (2012). “种族主义的韩国？多元但不容忍多样性”。载于 Rotem Kowner；Walter Demel（编）《现代东亚的种族与种族主义：东西方的建构》。Brill出版社，第369页。ISBN 978-90-04-23729-2。
- Watson, Iain (2010). “韩国的多元文化主义：批判性评估”。《当代亚洲期刊》40(2): 337–346. doi:10.1080/00472331003600549. S2CID 154968115。
- “在韩国，对种族主义的双重标准”。高多率。《亚洲时报》，2020年3月24日。